# Espelkamp
Espelkamp [ˈɛsplkamp]  (niederdeutsch: Espelkämpe) ist eine ostwestfälische Stadt im nordöstlichen Nordrhein-Westfalen. Sie gehört zum Kreis Minden-Lübbecke im Regierungsbezirk Detmold (Ostwestfalen-Lippe) und hat über 25.000 Einwohner.
Espelkamp wurde 1229 erstmals urkundlich erwähnt und wuchs in der Nachkriegszeit auf den Resten einer ehemaligen Heeresmunitionsanstalt zunächst als Lager für Kriegsflüchtlinge, später als moderne Plansiedlung für Vertriebene zur Stadt heran.

## Geographie

### Geographische Lage
Espelkamp liegt im Nordosten Nordrhein-Westfalens, im Norden Ostwestfalen-Lippes und im Nordwesten des Kreises Minden-Lübbecke. Kulturräumlich liegt Espelkamp im Mindener Land bzw. Lübbecker Land. Die nächstgelegenen Großstädte sind Osnabrück (40 km südwestlich) und Bielefeld (40 km südlich) sowie die Kreisstadt Minden (20 km östlich).
Das Stadtgebiet liegt rund 15 km nördlich des Wiehengebirges und vollständig in der Norddeutschen Tiefebene. Das Gebiet ist daher weitgehend eben; markante Berge gibt es nicht. Der nur knapp seine Umgebung überragende Hügel in Fabbenstedt ist mit knapp 70 Metern der höchste Punkt der Stadt. Ansonsten liegt das Stadtgebiet durchschnittlich auf einer Höhe von rund 45 Metern, einzelne Gebiete im Nordwesten der Stadt an der Großen Aue auch nur noch knapp über 40 Meter. Espelkamp liegt weiterhin im Altmoränengebiet Rahden-Diepenauer Geest – einer naturräumlichen Untereinheit der Dümmer-Geestniederung.
Das Stadtgebiet wird im Süden durch den Mittellandkanal begrenzt, der seit 1915 durch das Urstromtal der Weser nördlich der Bastau verläuft. In dieser Niederung finden sich Moore wie das zu Lübbecke gehörende Hochmoor Großes Torfmoor. Hervorzuheben ist im Espelkamper Stadtgebiet das Niedermoor Altes Moor sowie das Freimoor im Südosten des Stadtgebietes. Im nördlichen Stadtgebiet sowie in den Moorniederungen im Osten wird das Gebiet durch zahlreiche Entwässerungskanäle entwässert. Zu den größten „klassischen“ Flüssen im Stadtgebiet zählen die Große Aue, die das Stadtgebiet im Westen von Süd nach Nord durchfließt, sowie deren Nebenfluss Kleine Aue, die bei Espelkamp-Isenstedt entspringt und das Stadtgebiet Richtung Norden durchfließt. Bei Frotheim entspringt außerdem mit der Wiekriede ein weiterer größerer Nebenfluss der Großen Aue, die das Stadtgebiet nach Nordosten Richtung Diepenau verlässt. Das Stadtgebiet gehört damit vollständig zum Einzugsgebiet der Weser. An der Großen Aue westlich des Espelkamper Zentrums liegen zwei aufgestaute Seen: der Große Auesee und der Badesee See am Kleihügel. Im Stadtzentrum liegt der Gabelweiher.

### Geologie

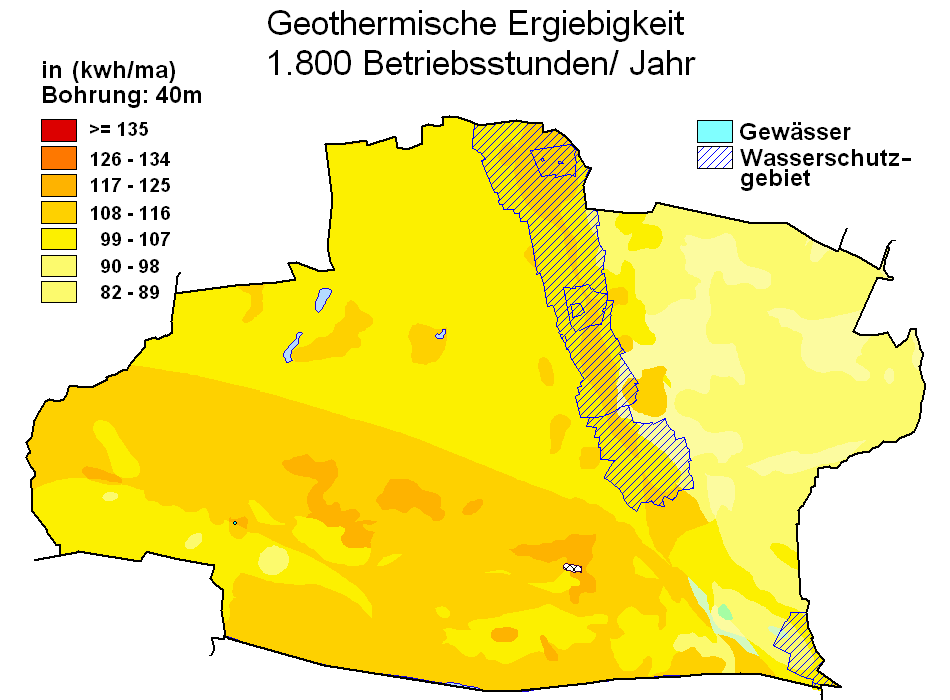
Geothermische Karte von Espelkamp

Das Gebiet ist geologisch relativ einheitlich aufgebaut. Die meisten Teile bestehen aus Gesteinen aus dem Quartär. Einzelne Hügel sind aus Schichten der obersten Kreide aufgebaut. Die Böden bestehen ganz überwiegend aus Geestböden. Diese sind sandig und nur wenig fruchtbar. In den Moorniederungen ist das Gebiet landwirtschaftlich höchstens extensiv nutzbar.
Espelkamp eignet sich mittelmäßig bis gut, in Einzellagen sehr gut zur Nutzung von geothermischen Wärmequellen mittels Erdwärmesonde und Wärmegewinnung durch Wärmepumpenheizungen (vgl. dazu die nebenstehende Karte).

### Nachbargemeinden
Espelkamp grenzt an folgende Nachbargemeinden
- im Norden und Nordosten an Rahden und Uchte
- im Osten an Hille
- im Süden an Lübbecke
- im Westen und Südwesten an Stemwede und Preußisch Oldendorf

Faktisch grenzt Espelkamp beinahe nur an kreisangehörige Kommunen. Die Grenze zur Gemeinde Uchte und damit zu Niedersachsen ist nur 750 m lang.

### Ausdehnung und Nutzung des Stadtgebiets
Die Gemeinde umfasst eine Fläche von 84,1 km². In Nord-Süd-Richtung erstreckt sich das Stadtgebiet rund 10 km. Die West-Ost-Ausdehnung beträgt maximal etwa 13 km.
Wie das gesamte Mindener Land ist auch Espelkamp agrarisch geprägt. Größere Waldgebiete gibt es unmittelbar westlich (Kleihügel) und östlich (Osterwald) der Kernstadt. Der bewaldete Anteil ist zwar im Verhältnis zum Landesdurchschnitt unterrepräsentiert, liegt aber deutlich über dem Kreisdurchschnitt. Dieses, und der Umstand, dass die Kernstadt in einem ehemaligen Waldgebiet gebaut wurde und im innerstädtischen Bereich noch heute größere Baumbestände des ursprünglichen Kiefernwaldbestandes vorhanden sind und die Kernstadt von Wäldern umgeben zu sein scheint, verliehen Espelkamp den Ruf einer „Stadt im Wald“. Auch daher trug früher das Zentrum Espelkamps offiziell die Bezeichnung Espelkamp-Mittwald. Inoffiziell ist diese Bezeichnung auch heute noch gebräuchlich. Im Einzelnen ergibt sich folgende Flächennutzung:
| Fläche nach Nutzungsart | Landwirt- schaftsfläche | Wald- fläche | Siedlungs- und Verkehrsfläche | Wasser- fläche | sonstige Nutzung |
| ----------------------- | ----------------------- | ------------ | ----------------------------- | -------------- | ---------------- |
| Fläche in ha            | 5318                    | 1225         | 1643                          | 384            | 24               |
| Anteil an Gesamtfläche  | 63,2 %                  | 14,6 %       | 19,5 %                        | 2,3 %          | 0,2 %            |

Quelle: LDS

### Stadtgliederung
Seit der Gebietsreform 1973 gliedert sich das Gebiet der Stadt Espelkamp nach § 4 ihrer Hauptsatzung in folgende Ortschaften.
| Ortschaft             | Einwohner 30. Juni 2014, inklusive Nebenwohnsitze | Stadtgliederung |
| --------------------- | ------------------------------------------------- | --------------- |
| Altgemeinde Espelkamp | 00.940                                            | Stadtgliederung |
| Fabbenstedt           | 00.847                                            | Stadtgliederung |
| Fiestel               | 01.039                                            | Stadtgliederung |
| Frotheim              | 02.664                                            | Stadtgliederung |
| Gestringen            | 01.722                                            | Stadtgliederung |
| Isenstedt             | 02.624                                            | Stadtgliederung |
| Schmalge              | 00.395                                            | Stadtgliederung |
| Vehlage               | 00.570                                            | Stadtgliederung |
| Espelkamp Zentrum¹    | 15.304                                            | Stadtgliederung |

¹Espelkamp Zentrum bildet nach dem Wortlaut der Hauptsatzung einen eigenen Bereich, ist jedoch offiziell keine Ortschaft.
Im Sprachgebrauch werden diese Ortschaften und das Zentrum als Stadtteile bezeichnet, wobei meist kein Unterschied zwischen dem Zentrum und der Altgemeinde gemacht wird. Diesen Ortschaften sowie dem Zentrum kann durch den Rat der Stadt jeweils ein Ortsvorsteher zugeordnet werden.

### Klima

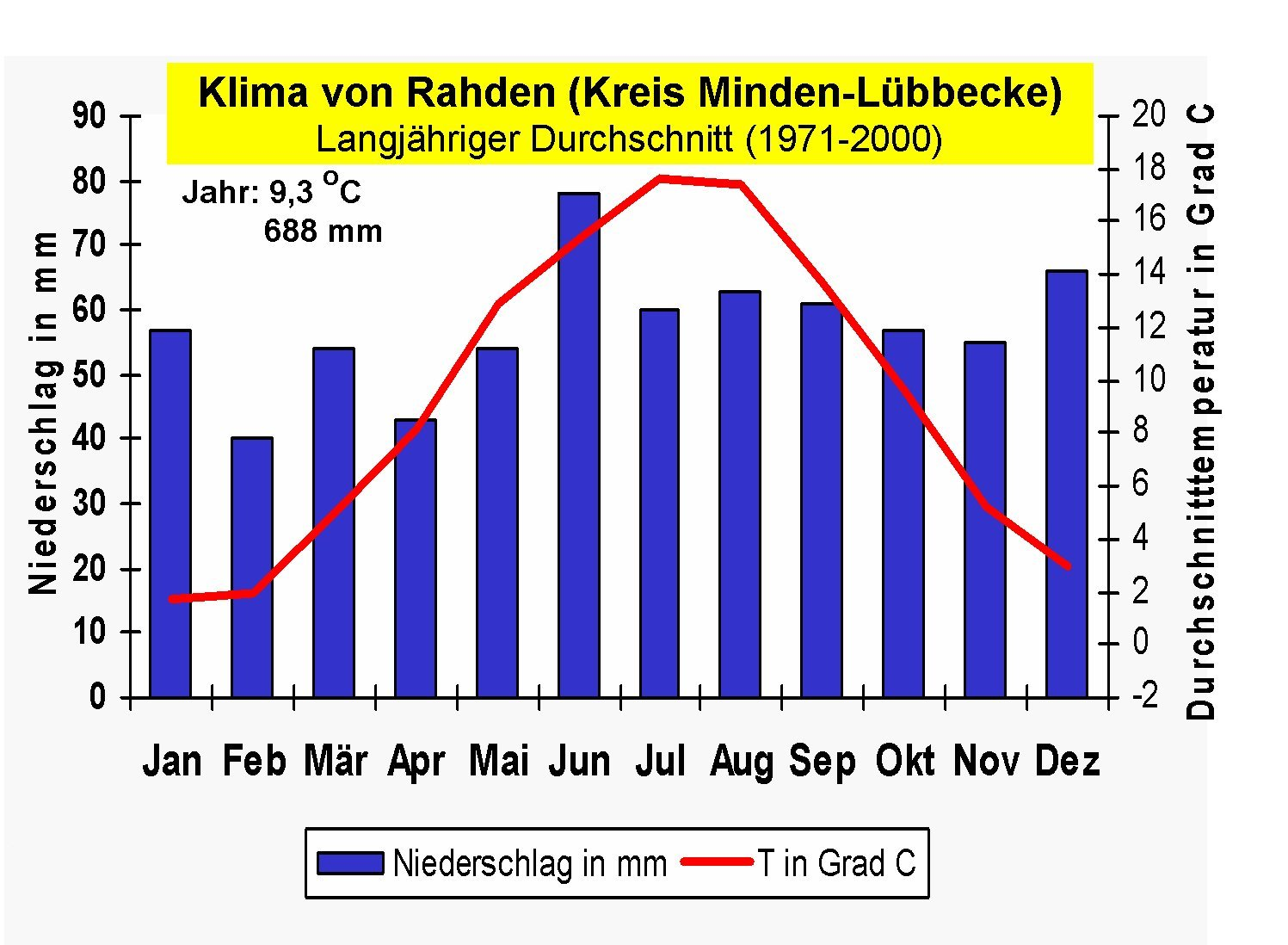
Klimadiagramm von Rahden

Das Klima in Espelkamp wird durch die Lage im ozeanisch-kontinentalen Übergangsbereich Mitteleuropas und durch seine Lage in der Norddeutschen Tiefebene bestimmt. Das Gebiet liegt überwiegend im Bereich des subatlantischen Seeklimas, weist aber temporäre kontinentale Einflüsse auf. Die Winter sind unter atlantischem Einfluss meist mild, die Sommer mäßig-warm, die Niederschläge relativ gleichmäßig verteilt. Es überwiegen westliche und südwestliche Winde, die Niederschläge mit sich führen. Das Klima für Espelkamp unterscheidet sich insgesamt kaum vom Klima des benachbarten Rahdens, das in identischer naturräumlicher Lage liegt. Die mittlere Jahrestemperatur liegt bei rund 9,3 °C. Die Jahresniederschläge betragen im Mittel etwa 650 mm im Osten der Gemeinde und etwa 700 mm im Westen und Norden der Gemeinde. Damit gehört Espelkamp zu den trockensten und wärmsten Gebieten Ostwestfalens.

## Geschichte

Die Karte zeigt die Situation im Jahre 1896: Die Bereiche der heutigen Stadt Espelkamp und das heute landwirtschaftlich genutzte Umland waren damals zum Großteil von Wäldern geprägt. Zur besseren Orientierung sind die Grenzen der zentralstädtischen Bebauung Espelkamps (und Lübbeckes) sowie der heutige Mittellandkanal nachgetragen

„Aspelekampe“ wird 1229 erstmals urkundlich vom Bischof von Minden erwähnt. Der Name leitet sich möglicherweise von der adligen Familie Aspelkamp ab, die in der Gegend ansässig war. Espelkamp blieb über Jahrhunderte ein Flecken im Einflussbereich von Großendorf (heute Rahden). Zunächst lag das Gebiet im Einflussbereich der Mindener Bischöfe und war Teil des Hochstifts Minden. Mit diesem fiel es 1648 an Brandenburg-Preußen und wurde Teil des Fürstentums Minden (Amt Rahden). Nach einer Königlich Preußischen Verordnung wurde 1701 „auf dem Espelkamp“ eine Nebenschule eingerichtet. Von 1806 bis 1813 lag Espelkamp im französischen Herrschaftsbereich. Von 1807 bis 1810 gehörte es zum Kanton Rahden im Distrikt Minden des Departement der Weser, das zum französischen Vasallenstaat Königreich Westphalen gehörte. Von 1811 bis 1813 war Espelkamp Bestandteil des Kaiserreichs Frankreich, in dem es zur Mairie Rahden im Arrondissement Minden des Departements der Oberen Ems gehörte.
Nach 1813 erlangte Preußen die Herrschaft über das Gebiet zurück; Espelkamp wurde 1815 Teil der Provinz Westfalen und kam 1816 zum neuen Kreis Rahden, aus dem 1832 der Kreis Lübbecke wurde. Im Kreis Lübbecke gehörte Espelkamp zur Landgemeinde Großendorf im Amt Rahden, zu der auch der Flecken Rahden gehörte.
1832 wurde die Nebenschule in Espelkamp zu einer selbständigen Schule erhoben. 1899 erhielt der Ort einen Bahnhof an der Ravensberger Bahn. Am 1. April 1910 wurde Großendorf in die beiden Gemeinden Espelkamp und Rahden aufgeteilt. Die junge Gemeinde Espelkamp hatte kaum ertragreiche und feuchte Böden, so dass auch um 1930 viele Menschen gezwungen waren, in Holland Arbeit zu suchen (Hollandgänger).

### Die Heeres-Munitionsanstalt Lübbecke
1938/39 erfolgte der entscheidende Schritt auf dem Weg zur heutigen Stadt. In der Gemarkung Mittwald, treffenderweise und strategisch günstig versteckt in einem Waldgebiet gelegen, begann das deutsche Heer mit dem Bau einer Munitionsanstalt (Muna). Die offizielle Bezeichnung lautete Heeres-Munitionsanstalt Lübbecke. Auf rund 250 Hektar Waldfläche entstanden 133 massive einstöckige Gebäude, ein rund 20 Kilometer langes Straßennetz, Wasserwerk, Ringleitung, Kläranlage, Hochspannungsanschluss, Trafostation und ein Anschlussgleis an die Eisenbahnstrecke Herford–Bassum–Bremen.
In der Muna wurden Granaten fertiggestellt. Die Munitionsteile wie Zünder und Geschossrohlinge wurden durch die Rüstungsindustrie angeliefert und hier verschussfertig zusammengesetzt und verpackt. Munitionsteile und fertige Munition wurden vor Ort gelagert. Bis Kriegsende wurde an einer nicht fertiggestellten Füllanlage gebaut, mit der Giftgasgranaten mit dem Nervengas Tabun gefüllt werden sollten. Am 4. April 1945 wurde das Gebiet durch alliierte Truppen eingenommen und die Munitionsanstalt fiel weitgehend unzerstört in deren Hände, denn der Kommandant Major Küppers weigerte sich am 28. März, die Anstalt wie befohlen sprengen zu lassen. Die Folgen für Espelkamp wären unabsehbar gewesen.

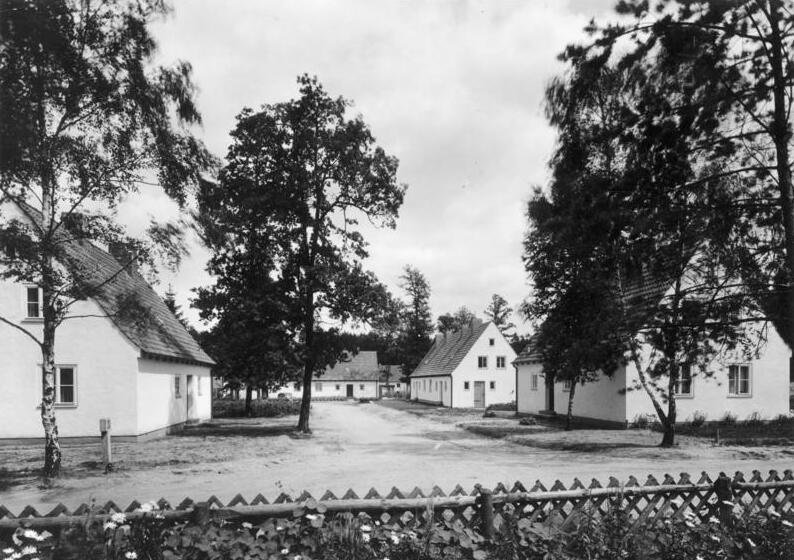
Siedlungshäuser in Espelkamp

Bereits im Juni 1945 wurden Flüchtlinge und Vertriebene notdürftig in den Baracken in der Kolonie, d. h. der Wohnanlage der ehemaligen Munitionsanstalt, untergebracht. Nach den Bestimmungen des Potsdamer Abkommens sollte die Munitionsanstalt gesprengt werden. Englische Spreng- und Räumkommandos sollten die Sprengungen in Espelkamp durchführen. Der britische Colonel Steege, damals Kommandant im Kreis Lübbecke, gab im Mai 1946 Pfarrer Diehl, dem Verbindungsmann des Evangelischen Hilfswerks Westfalen zur Britischen Militärregierung, den Hinweis, die Gebäude der „Muna“ für Aufgaben des Hilfswerkes zu nutzen. Am 20. Juli wurde das ehemalige Arbeitsdienstlager „Hedrichsdorf“ von der Paderborner Gruppe des Britischen Roten Kreuzes geräumt und dort mit Hilfe des Evangelischen Hilfswerks Westfalen ein Kindererholungsheim eingerichtet, in dem beispielsweise Kinder aus dem ausgebombten Ruhrgebiet untergebracht wurden. Bis zum 4. November 1946 wurde die Muna von Munition und Giftgasgranaten beräumt; die Aufgabe der britischen Räumkommandos war damit im Lager beendet.

### Umnutzung in eine Flüchtlingsstadt

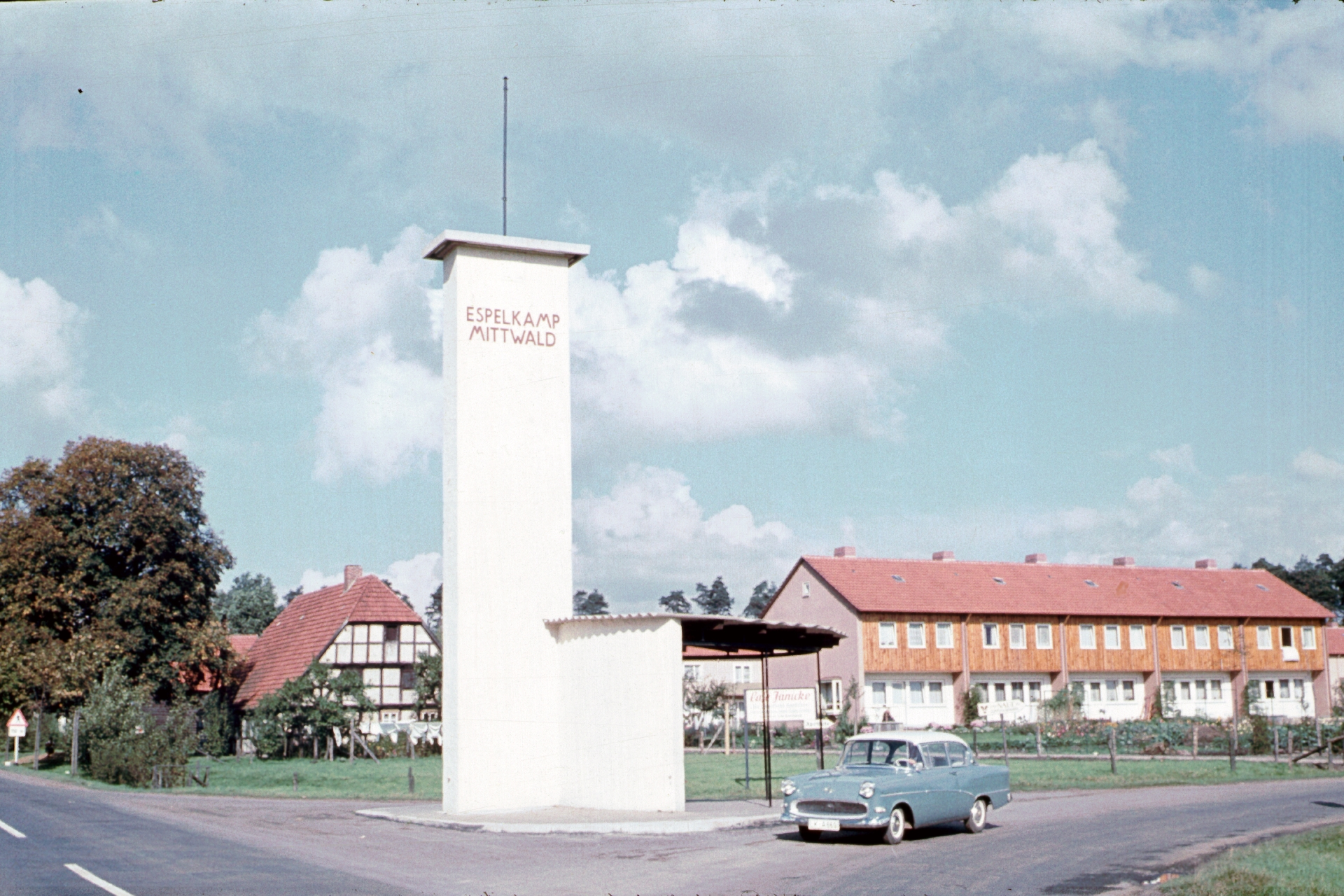
Südtor Espelkamp-Mittwald im Oktober 1958

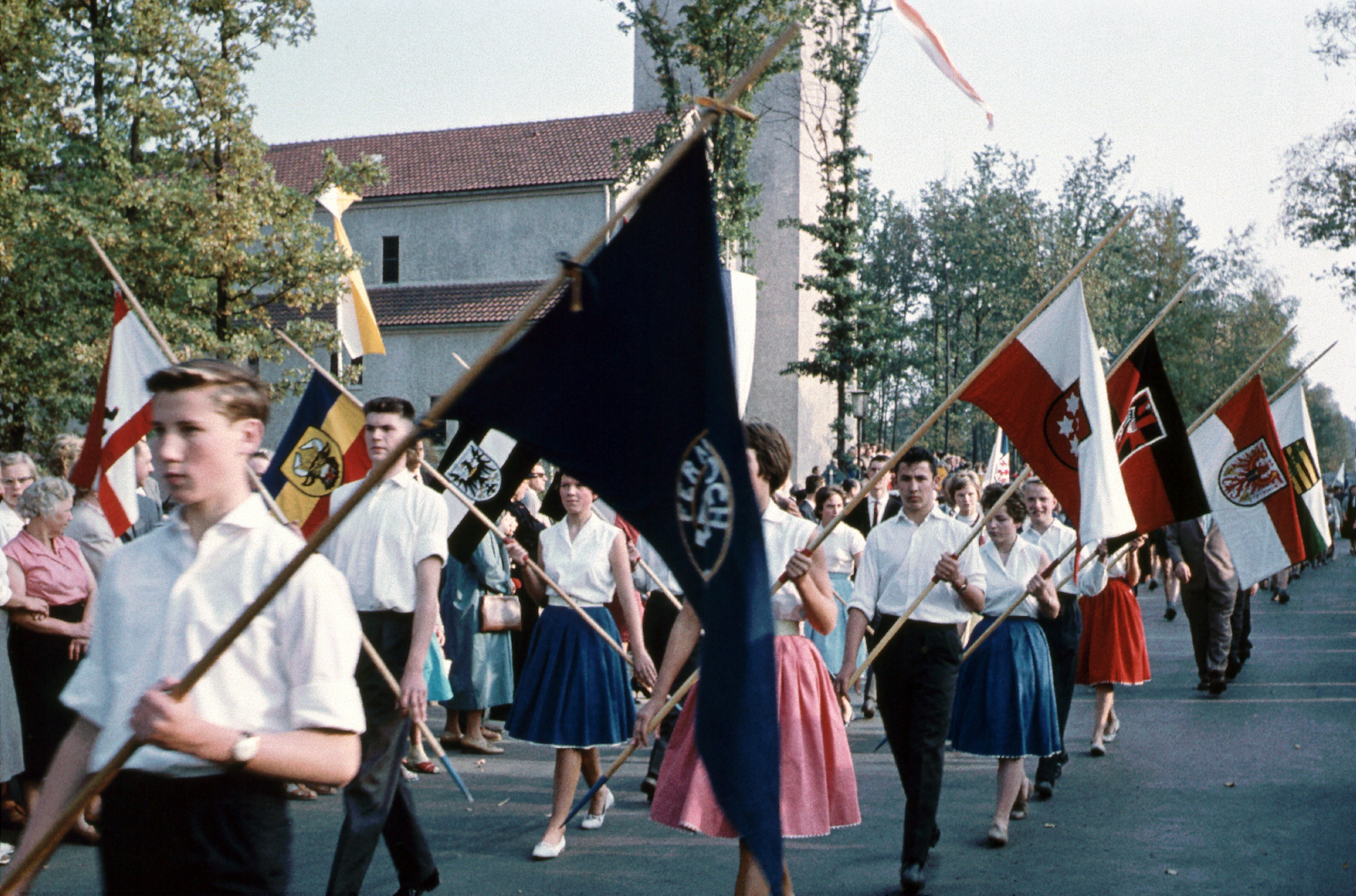
Festumzug 10 Jahre Espelkamp-Mittwald am 3. Oktober 1959, Fahnenträger der Landsmannschaften

Bis Anfang 1947 wurden die Sprengungen auf Initiative von Pastor Karl Pawlowski (Ev. Hilfswerk Westfalen, heute Evangelisches Johanneswerk e. V.) und dem schwedischen Pfarrer Birger Forell nur in reduziertem Umfang durchgeführt, nachdem beide bei General Alec Bishop (1897–1984), dem stellvertretenden Stabschef der britischen Militärverwaltung für Nordrhein-Westfalen, vorgesprochen hatten. Die Muna-Gebäude wurden im Juni 1947 vorläufig Karl Pawlowski und seinem Ev. Hilfswerk Westfalen für karitative Zwecke zur Verfügung gestellt. Im Oktober 1948 befahl General Bishop die endgültige Einstellung der Sprengungen der Muna.
Es begannen zähe Auseinandersetzungen um die künftige konzeptionelle Ausrichtung der Muna-Siedlung und um deren Leitung. Der diakonische Unternehmer Karl Pawlowski, der als Erster den Zuschlag für die Muna erhalten hatte, wollte eine kirchliche Mustersiedlung mit einem hohen Anteil an Heimen, Krankenhäusern und pädagogischen Einrichtungen unter seiner Leitung gründen. Sein Gegenspieler war Max Ilgner, ein ehemaliger IG-Farben-Manager, der im Auftrag der Stuttgarter Hilfswerks-Zentrale arbeitete. Er entwickelte das Konzept einer stärker an wirtschaftlichen Interessen orientierten Freistadt mit eingeschränkter gewerkschaftlicher und staatlicher Kontrolle. Beide Konzepte wurden schließlich verworfen und Pawlowski und Ilgner entmachtet. Als Vermächtnis des Konzeptes von Karl Pawlowski wurde im Oktober 1948 der Ludwig-Steil-Hof gegründet. Er fasste die karitativen Einrichtungen des Ev. Hilfswerks Westfalen auf dem Gelände der ehemaligen Muna zusammen. Evangelische Kirche und das Land Nordrhein-Westfalen einigten sich auf die Konzeption einer säkularen gewerblichen Sozialsiedlung. Am 4. Oktober 1949 gründeten das Land Nordrhein-Westfalen, das Ev. Hilfswerk und die Evangelische Kirche in Westfalen zu diesem Zweck die Aufbaugemeinschaft Espelkamp GmbH. Espelkamp-Mittwald entwickelte sich nun zu einer der großen Vertriebenenstädte in Deutschland.
1950 erklärte die US-amerikanische Aufbauhilfe Espelkamp zum „pilot project“. Die Aufbaugemeinschaft wurde Träger des Gesamtaufbaus und zum 1. Dezember 1951 als Organ der staatlichen Wohnungspolitik anerkannt. Wohnungen wurden errichtet und Industriebetriebe angesiedelt. Am 30. Oktober 1959 erhielt die Gemeinde Espelkamp das Stadtrecht. Das bis dahin so genannte Dorf Espelkamp wird heute Alt-Espelkamp oder auch „Altgemeinde“ genannt. Am 3. Oktober 1960 hielten die Züge der Ravensberger Bahn erstmals am neuen Bahnhof.
Das neue Rathaus wurde am 15. September 1960 eingeweiht. Mit 3756 gegen 234 Stimmen entschied sich die Bevölkerung Espelkamps gegen die Abtrennung Alt-Espelkamps von der Stadt Espelkamp. Am 28. Juli 1964 übernahm die Stadt die öffentlichen Grundstücke und Infrastruktureinrichtungen, die bisher von der Aufbaugemeinschaft treuhänderisch verwaltet worden waren. Am 1. Januar 1966 wurde die Stadt Espelkamp amtsfrei und gehörte nicht mehr zum Amt Rahden. Es kam zu Gebietsgewinnen und -abtretungen. So erhielt die Nachbargemeinde Rahden von Espelkamp ein Gebiet von 2,97 km². Von Fabbenstedt erhielt Espelkamp 99 ha, von Frotheim 48 ha und von Tonnenheide 11 ha. Am 1. Januar 1973 wurde Espelkamp um einige umliegende Gemeinden vergrößert (s. u.).
1985 wurde der See am Kleihügel seiner Bestimmung übergeben. Der Auesee wurde Naturschutzgebiet. 1990 wurde das Freizeitbad ATOLL eingeweiht. 1997 wurde nach Diskussionen im Rat und in der Öffentlichkeit in einem Bürgerentscheid der Erwerb und die Sanierung der Ellerburg durch die Stadt mit 79,8 % der Stimmen abgelehnt. Am 12. Oktober 2004 taufte Ulrike Vieker in Frankfurt einen Canadair Jet 700 der Lufthansa auf den Namen „Espelkamp“.
Im Rahmen seiner dem Bürgerdialog dienenden sogenannten „Ortszeit“-Reisen stattete der deutsche Bundespräsident Frank-Walter Steinmeier der Stadt Espelkamp im März 2024 einen dreitägigen Besuch ab, bei dem er seine Amtsgeschäfte von einem örtlichen Hotel aus führte.

### Eingemeindungen
Nachdem Espelkamp 1966 amtsfrei geworden war, wurde es in der Kreisreform zum 1. Januar 1973 gemäß dem Bielefeld-Gesetz deutlich vergrößert. Die Stadt Espelkamp (bestehend aus der Altgemeinde und Mittwald) wurde mit einigen bis zum 31. Dezember 1972 selbstständigen Gemeinden und Dorfschaften des Kreises Lübbecke zur „neuen“ Stadt Espelkamp zusammengelegt. Im Einzelnen waren dies:
- aus dem bisherigen Amt Alswede die Gemeinden Vehlage und Fabbenstedt sowie die Teile der Gemeinde Alswede, die nördlich des Mittellandkanals lagen (Dorfschaften Fiestel und Gestringen);1
- aus dem bisherigen Amt Gehlenbeck die Gemeinden Isenstedt und Frotheim;
- aus dem bisherigen Amt Rahden der Ortsteil Schmalge der Gemeinde Tonnenheide.[18]

Fußnote
1 Ein kleinerer Teil der Gemeinde Alswede (die Ortschaft Alswede selbst) wurde in die Stadt Lübbecke eingegliedert.

### Einwohnerentwicklung
Die Bevölkerungsstruktur Espelkamps ist stadtentwicklungsgeschichtlich bedingt heterogen. Zu Beginn der Besiedlung des Stadtgebietes bestand die Bevölkerung überwiegend aus Vertriebenen und Flüchtlingen, die hauptsächlich aus den ehemaligen deutschen Ostgebieten und der damaligen sowjetischen Besatzungszone stammten. Die Benennung vieler Straßen in Espelkamp nach den Heimatgebieten und -orten der ersten Einwohner leitet sich von diesem Ursprung ab. Zur Zeit des Wirtschaftswunders kamen Gastarbeiter, vorwiegend aus Griechenland, Italien, dem ehemaligen Jugoslawien und der Türkei, nach Espelkamp. Beginnend in den 1970er Jahren, verstärkt in den 1980er und 1990er Jahren ließen sich viele deutschstämmige Spätaussiedler, zum großen Teil Mennoniten, aus Russland, Kasachstan und anderen Staaten des ehemaligen Ostblocks, meist im Nordwesten Espelkamps nieder, dem sogenannten „Westend“. Diese Gruppe stellt neben den türkisch- und kurdischstämmigen Einwohnern und den Nachkriegssiedlerfamilien einen wesentlichen Anteil der Stadtbevölkerung dar.
Espelkamp nach dem damaligen Gebietsstand
| Jahr                   | Einwohner |
| ---------------------- | --------- |
| 1939 (17. Mai) ¹       | 01.072    |
| 1950 (13. September) ¹ | 02.784    |
| 1961 (6. Juni) ¹       | 10.454    |
| 1970 (27. Mai) ¹       | 12.709    |
| 1972 (31. Dezember)    | 13.236    |
| 2007 (31. Dezember)    | 16.518    |

Einwohnerentwicklung von Espelkamp von 1939 bis 2017 nach nebenstehenden Tabellen

Espelkamp nach dem heutigen Gebietsstand
| Jahr                | Einwohner |
| ------------------- | --------- |
| 1961 (6. Juni) ¹    | 17.795    |
| 1970 (27. Mai) ¹    | 21.615    |
| 1972 (31. Dezember) | 22.553    |
| 1974 (30. Juni)     | 22.816    |
| 1975 (31. Dezember) | 22.672    |
| 1980 (31. Dezember) | 23.045    |
| 1985 (31. Dezember) | 21.769    |
| 1987 (25. Mai) ¹    | 22.049    |
| 1990 (31. Dezember) | 26.101    |
| 1995 (31. Dezember) | 27.004    |
| 2000 (31. Dezember) | 26.952    |

| Jahr                | Einwohner |
| ------------------- | --------- |
| 2001 (31. Dezember) | 26.883    |
| 2002 (31. Dezember) | 26.790    |
| 2003 (31. Dezember) | 26.568    |
| 2004 (31. Dezember) | 26.350    |
| 2005 (31. Dezember) | 26.126    |
| 2007 (31. Dezember) | 25.593    |
| 2011 (31. Dezember) | 25.108    |
| 2012 (31. Dezember) | 24.592    |
| 2013 (31. Dezember) | 24.604    |
| 2016 (31. Dezember) | 24.766    |
| 2017 (31. Dezember) | 24.809    |

¹ Volkszählungsergebnis

## Religionen
Die Bevölkerung ist ganz überwiegend evangelisch, nachdem das Hochstift Minden die evangelische Lehre angenommen hatte und spätestens seitdem es 1648 säkularisiert wurde und als Fürstentum Minden dem protestantischen Preußen zugeschlagen worden war. Durch die Zuwandererwelle nach dem Zweiten Weltkrieg, aber auch durch den vermehrten Zuzug von Spätaussiedlern in den 1980er- und 1990er-Jahren kam es jedoch zum einen zu relativ vielen Kirchenneubauten und Gemeindeneugründungen nach 1945, zum anderen zu einer für das ländliche Minden-Ravensberg relativ vielfältigen „Konfessionslandschaft“.
Seit 1946 gibt es eine Evangelisch-Freikirchliche Gemeinde (Baptisten), die nach verschiedenen Zwischenstationen seit 1985 über ein eigenes Gemeindezentrum verfügt.
Die Mennoniten sind mit mehreren Gemeinden in Espelkamp vertreten. Der ältesten Gemeinde, die 1952 gegründete Mennoniten-Gemeinde Espelkamp gehören etwa 650, der Mennoniten-Brüdergemeinde etwa 2300 Espelkamper an. Die Mennoniten-Gemeinde Espelkamp konnte im Sommer 2009 ein neues Kirchengebäude einweihen. Ein Großteil der Espelkamper Mennoniten sind Spätaussiedler (Russlandmennoniten).
In Espelkamp gibt es für die muslimischen Bürger die Zentralmoschee Espelkamp Merkez Camii.
Ein Indiz für die Verteilung der Religionszugehörigkeit kann die Angabe der konfessionellen Zugehörigkeit der Espelkamper Schüler sein. Demnach sind rund 72 % der Schüler evangelisch, 8 % katholisch, 7,7 % muslimisch. 3,6 % geben an, einer sonstigen Konfession anzugehören, und 8,5 % rechnen sich keiner Konfession zu.

## Politik

### Stadtrat
Der Stadtrat von Espelkamp hat derzeit 38 Sitze. Hinzu kommt der Bürgermeister als Ratsvorsitzender. Die folgende Tabelle zeigt die Kommunalwahlergebnisse seit 1975:
| [ 22 ] [ 23 ] [ 24 ] | 2020  | 2020  | 2014  | 2014  | 2009  | 2009  | 2004  | 2004  | 1999  | 1999  | 1994  | 1994  | 1989  | 1989  | 1984  | 1984  | 1979  | 1979  | 1975  | 1975  |
| Partei               | Sitze | %     | Sitze | %     | Sitze | %     | Sitze | %     | Sitze | %     | Sitze | %     | Sitze | %     | Sitze | %     | Sitze | %     | Sitze | %     |
| -------------------- | ----- | ----- | ----- | ----- | ----- | ----- | ----- | ----- | ----- | ----- | ----- | ----- | ----- | ----- | ----- | ----- | ----- | ----- | ----- | ----- |
| CDU                  | 19    | 49,99 | 22    | 55,87 | 21    | 56,25 | 22    | 57,77 | 23    | 60,19 | 19    | 47,14 | 18    | 44,06 | 17    | 43,64 | 18    | 46,81 | 19    | 47,85 |
| SPD                  | 08    | 22,36 | 11    | 29,41 | 10    | 26,87 | 10    | 25,88 | 11    | 28,35 | 14    | 35,58 | 17    | 43,96 | 18    | 44,89 | 18    | 46,66 | 17    | 43,79 |
| DU1                  | 02    | 05,04 | 02    | 06,37 | 03    | 06,84 | 02    | 06,59 | 02    | 05,13 | 02    | 07,00 | –     | –     | –     | –     | –     | –     | –     | –     |
| FDP                  | 02    | 04,15 | 01    | 02,84 | 02    | 05,57 | 02    | 05,52 | 01    | 03,66 | 02    | 05,25 | 02    | 06,88 | 02    | 05,20 | 03    | 06,53 | 03    | 08,36 |
| GRÜNE                | 04    | 09,26 | 02    | 05,16 | 02    | 04,47 | 02    | 04,24 | 01    | 02,66 | 02    | 05,03 | 02    | 05,10 | 02    | 06,27 | 0–    | 0–    | 0–    | 0–    |
| AfD                  | 02    | 05,81 | 0–    | 0–    | 0–    | 0–    | 0–    | 0–    | 0–    | 0–    | 0–    | 0–    | 0–    | 0–    | 0–    | 0–    | 0–    | 0–    | 0–    | 0–    |
| Bündnis C            | 01    | 03,39 | 0–    | 0–    | 0–    | 0–    | 0–    | 0–    | 0–    | 0–    | 0–    | 0–    | 0–    | 0–    | 0–    | 0–    | 0–    | 0–    | 0–    | 0–    |
| Einzelbewerber2      | 0–    | 0–    | 0     | 00,35 | 0–    | 0–    | 0–    | 0–    | 0–    | 0–    | 0–    | 0–    | 0–    | 0–    | 0–    | 0–    | 0–    | 0–    | 0–    | 0–    |
| Gesamt3              | 38    | 100   | 38    | 100   | 38    | 100   | 38    | 100   | 38    | 100   | 39    | 100   | 39    | 100   | 39    | 100   | 39    | 100   | 39    | 100   |
| Wahlbeteiligung      | 51,02 | 51,02 | 47,53 | 47,53 | 49,91 | 49,91 | 53,54 | 53,54 | 55,49 | 55,49 | 80,38 | 80,38 | 64,59 | 64,59 | 69,11 | 69,11 | 69,19 | 69,19 | 84,49 | 84,49 |

1 Die Unabhängigen

2 Einzelbewerber 2014: Dawurske

3 ohne Berücksichtigung von Rundungsdifferenzen

### Bürgermeister
Bei der letzten Kommunalwahl am 13. September 2020 wurde Henning Vieker (CDU) mit 53,18 Prozent der gültigen Stimmen zum Bürgermeister gewählt. Am 1. November 2020 trat er sein Amt an.
Vorher war sein Vater, Heinrich Vieker (CDU), für 21 Jahre Bürgermeister der Stadt. Seit der Kommunalwahl am 12. September 1999 wurde Vieker stets mit absoluter Mehrheit zum ersten hauptamtlichen Bürgermeister gewählt. Im Gegenzug der Einführung eines hauptamtlichen Bürgermeisters wurde der Posten des Stadtdirektors abgeschafft.
Erster Bürgermeister nach der Neugründung der Stadt wurde 1956 Wilhelm Kern, der aber bereits 1965 zum Stadtdirektor gewählt wurde. Als Bürgermeister folgte ihm Gerhard Wetzel am 30. September 1965. Am 25. April 1973 wurde Fritz (Friedrich) Steding (SPD) zum Bürgermeister gewählt. 1985 wird er durch Heinz Goroncy (SPD) abgelöst. Friedrich Steding wurde im selben Jahr zum Ehrenbürgermeister und Ehrenbürger ernannt. Im Oktober 1989 wurde Heinz Hennemann (CDU) zum letzten ehrenamtlichen Bürgermeister gewählt. Auch er wurde später zum Ehrenbürger und Ehrenbürgermeister ernannt.

### Wappen
Der Stadt Espelkamp wurde 1973 die Führung eines Wappens durch den Regierungspräsidenten genehmigt. Nach §2 der Hauptsatzung weist das Wappen folgende Blasonierung auf: Von Silber (Weiß) und Schwarz geteilt, oben drei fächerförmig gestellte grüne Espenblätter mit schwarzen Stielen, unten ein durchgehendes silbernes (weißes) Kreuz.
Das Wappen wurde ursprünglich im Juni 1966 verliehen. Die Espen spielen auf den Ortsnamen an. Das Kreuz ist ein Hinweis auf die Entstehung der Stadt, die maßgeblich auf Initiative der Kirchen zurückging. Die Farben Grün, Silber stehen für Sachsen, zu deren Stammesreich das Gebiet einst gehörte. Die Farben Schwarz und Silber sind die preußischen Farben. Das Gebiet der heutigen Stadt fiel bereits 1648 an Brandenburg-Preußen. Außerdem kamen viele der Siedler nach dem Krieg aus den deutschen Ostgebieten im Osten Preußens.

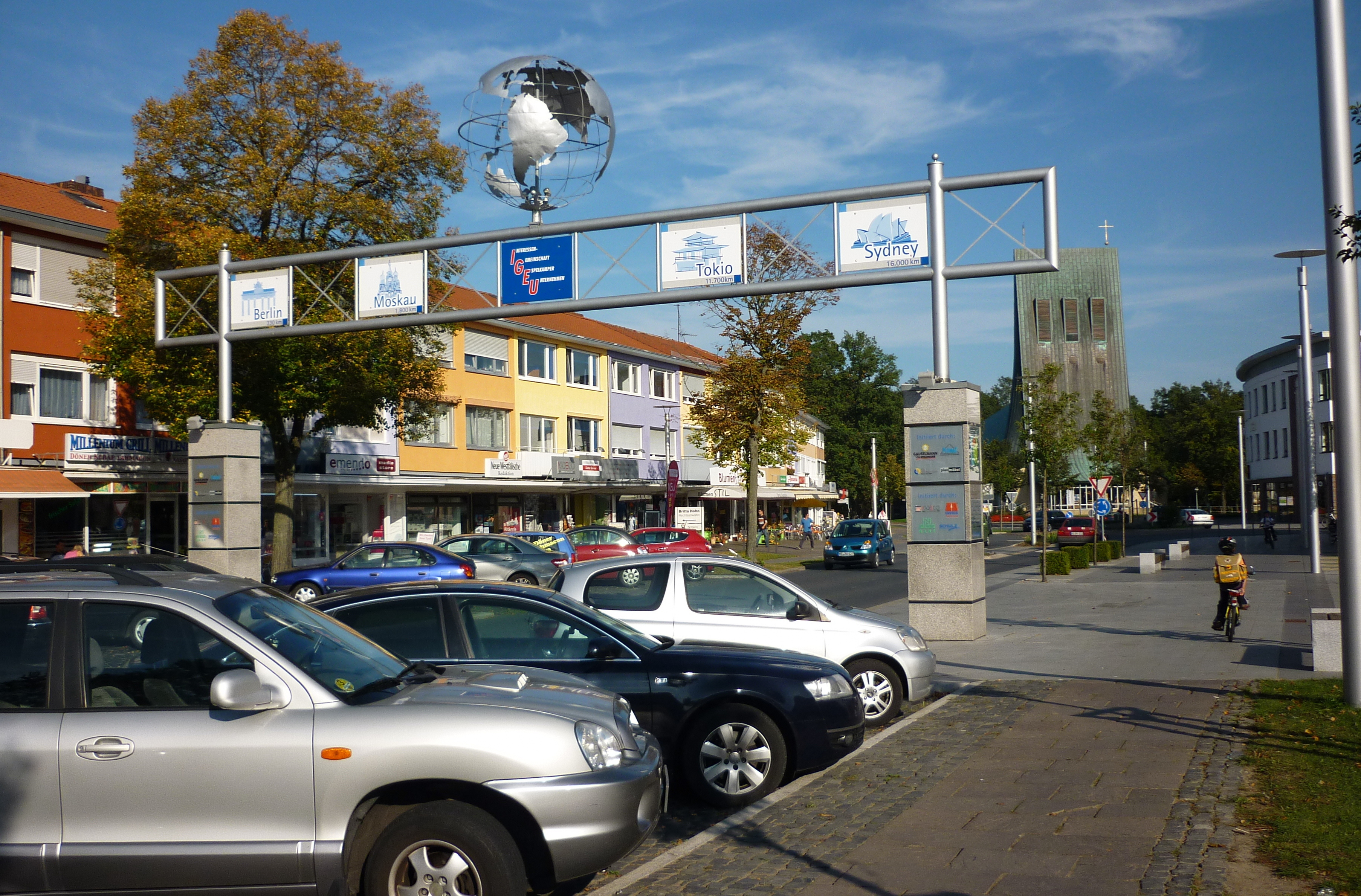
Innenstadt: Die Breslauer Straße – im Hintergrund die Thomaskirche

### Städtepartnerschaften
Mit vier Städten sind Partnerschaften abgeschlossen:
- Angermünde (Deutschland), seit 17. Oktober 1990
- Borås (Schweden), seit 13. September 1995, Borås war Pfarrort von Birger Forell
- Nagykőrös (Ungarn), seit 29. Mai 1991
- Torgelow (Deutschland), seit 19. September 1990

## Kultur und Sehenswürdigkeiten

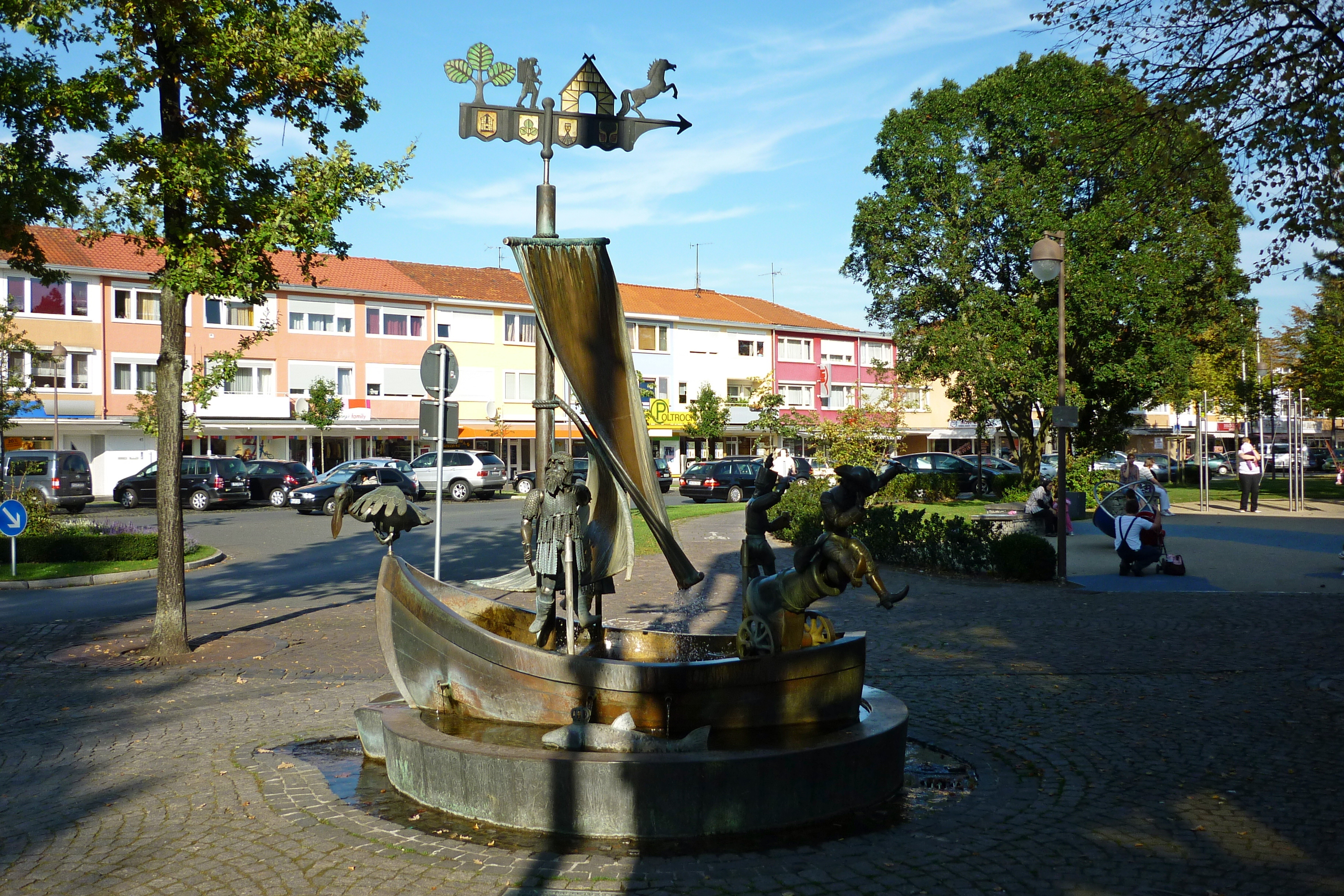
Figurenbrunnen an der Breslauer Straße

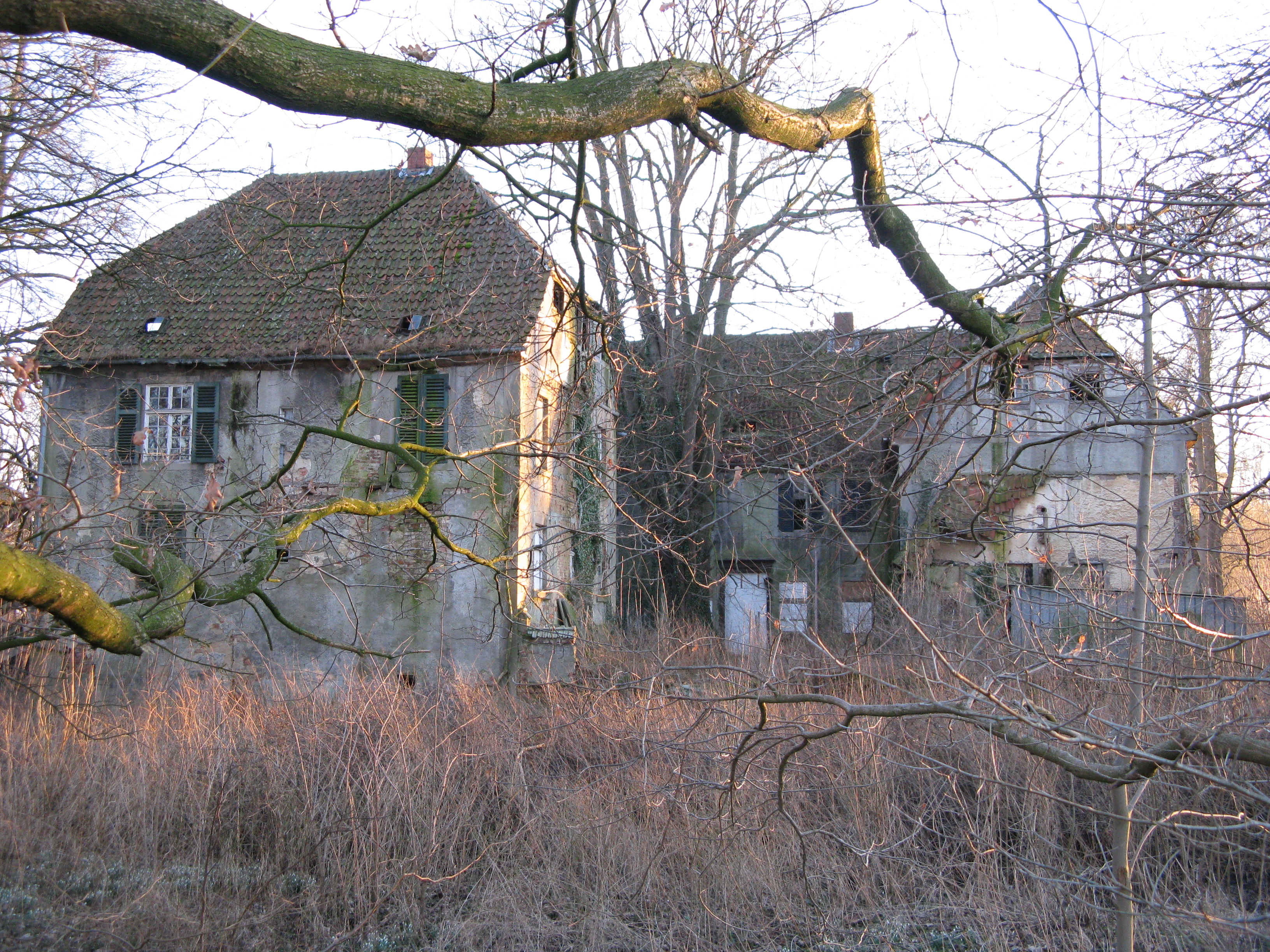
Die Ellerburg

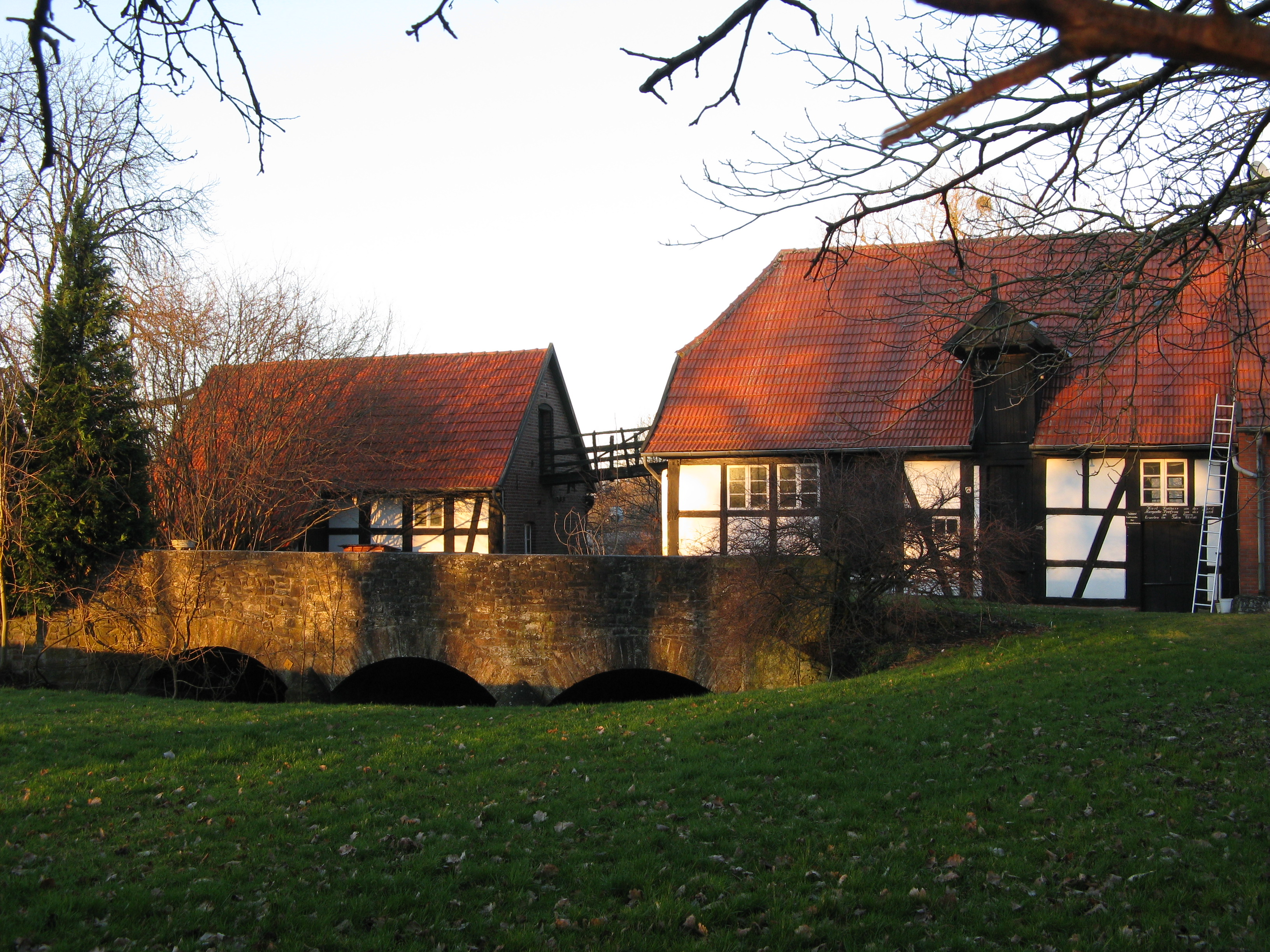
Wassermühle der Ellerburg

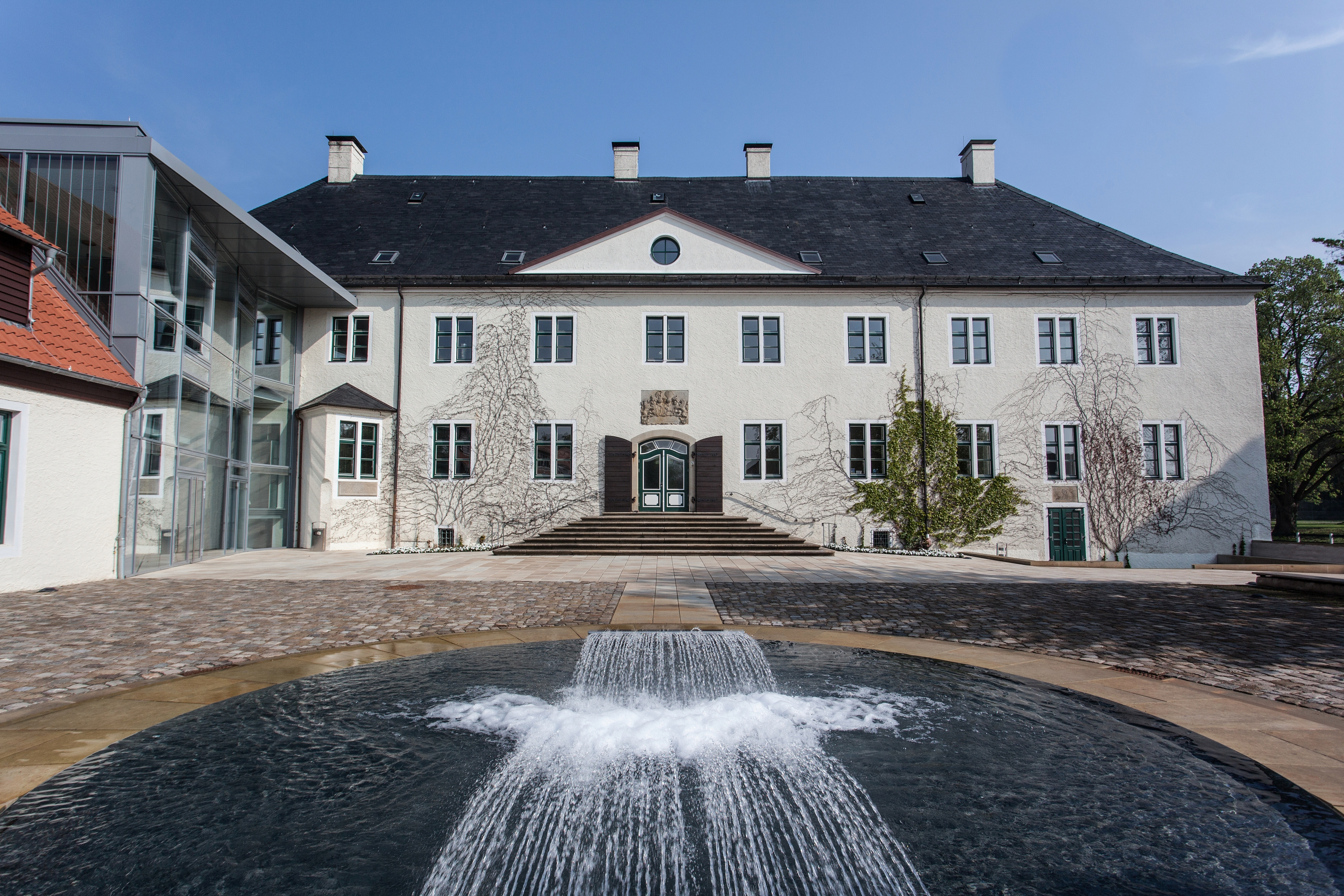
Schloss Benkhausen (2014)

### Theater
Das Neue Theater wurde am 11. November 1972 eröffnet. Nach 30 Jahren Nutzung wurde es mit der Unterstützung der Unternehmer Margrit und Dietmar Harting in einer Public-Private-Partnership renoviert und nach siebenmonatiger Umbauzeit am 27. Oktober 2002 wiedereröffnet. Das Theater zeichnet sich durch sein wechselndes und vielfältiges Angebot aus und ist auch über Espelkamp hinaus bekannt. Aufgeführt werden Schauspiele, Konzerte, Kindertheater, Puppentheater, Kabarett und Musiktheater. Das Theater hat 647 Sitze, von denen 159 Balkonsitze sind.

### Museen
Das Deutsche Automatenmuseum zeigt seit 1995 eine Sammlung von über 1800 historischen Münzautomaten aus aller Welt. Gezeigt werden historische Münz-, Waren-, Dienstleistungs-, Unterhaltungs-, Geld- u. Geschicklichkeitsautomaten, Slots, Flipper und Musikboxen.
Im Alten Fabbenstedter Laden wird ein Tante-Emma-Laden mit Kolonialwaren, Wäsche und Süßigkeiten gezeigt.
In der Brammeyerschen Scheune sind alte landwirtschaftliche und handwerkliche Geräte, wie sie für die Zeit im 19. Jahrhundert in Ostwestfalen üblich waren, gezeigt. Die Scheune selbst ist eine Fachwerkzweiständerscheune, die im Jahre 1750 erbaut wurde und einst ein Strohdach besaß (jetzt Reet).
Im Teppichmuseum Tönsmann sind auch Exponate zu sehen, die aus Nordafrika, Nepal oder Tibet stammen. In geführten Rundgängen wird über antike Teppiche, Handwerkskunst, geschichtliche Zusammenhänge sowie über das Leben der Sahara-Nomaden berichtet.
Im Rathaus der Stadt zeigt die Dauerausstellung Espelkamp in Zeit und Raum die Stadtentwicklung vom Beginn bis zur heutigen Form.

### Musik
Neun Vereine bieten in Espelkamp ein musikalisches Angebot. Dieses reicht vom Posaunenchor und Spielmannszug über verschiedene Chorgemeinschaften bis zum Mundharmonika- oder Country-Club. Darüber hinaus existiert der Musikschulverband Espelkamp-Rahden-Stemwede.
Zum 50-jährigen Stadtjubiläum im Jahre 1999 hat die Rockband High above L.A. aus Espelkamp den Song Espelkamp…so gut wie wir über ihre Heimatstadt geschrieben.

### Bauwerke
Die Ellerburg ist ein ehemaliges Wasserschloss in der Ortschaft Fiestel der Stadt Espelkamp im Kreis Minden-Lübbecke. Das Gut wurde 1475 erstmals erwähnt. Da ihre Gebäude abgestützt und stark einsturzgefährdet waren, wurden sie mittlerweile abgetragen und sollen in Verbindung mit der Parkanlage für Besucher zugänglich gemacht werden.
Die Ellenburger Mühle ist die oberschlächtige Erbpachtmühle des Gutes, wurde um 1781 erbaut und wurde ab 1905 nicht nur als Mahl-, sondern auch als Sägemühle betrieben. Ab 1935 wurde sie mit einem Motor betrieben. Die Ellenburger Mühle ist Teil der Westfälischen Mühlenstraße.
Das Schloss Benkhausen ist ein ehemaliges Rittergut westlich des Ortsteiles Gestringen. Das Gut Benkhausen entstand im Jahre 1510 durch die Aufteilung des Gutes Ellerburg zwischen den Erben der Familie von Münch. Zwischen 1657 und 1683 wurde das Schloss in seiner noch heute vorhandenen Form errichtet und 1899 umgebaut. 2010 hat die Unternehmerfamilie Gauselmann das Schloss erworben und zu einem Schulungs- und Seminarzentrum umgebaut.
Die Christuskirche in Isenstedt wurde 1878–80 nach Plänen des Mindener Baumeisters Moelle errichtet. Die Ausstattung der spätklassizistischen Emporenkirche ist noch vollständig erhalten.
Beispiele für qualitätvolle Sakralarchitektur aus jüngerer Zeit sind die 1963 eingeweihte evangelische Thomaskirche und die 1982 als Ersatzbau eingeweihte Michaelskirche.
Die Fachwerkkapelle Alte Klus in Frotheim wurde 1818 errichtet. Der schlichte Fachwerkbau hat einen dreiseitigen Chor und einen Glockenreiter.
Für weitere Bauwerke siehe → Liste der Baudenkmäler in Espelkamp

### Parks und Naturdenkmäler

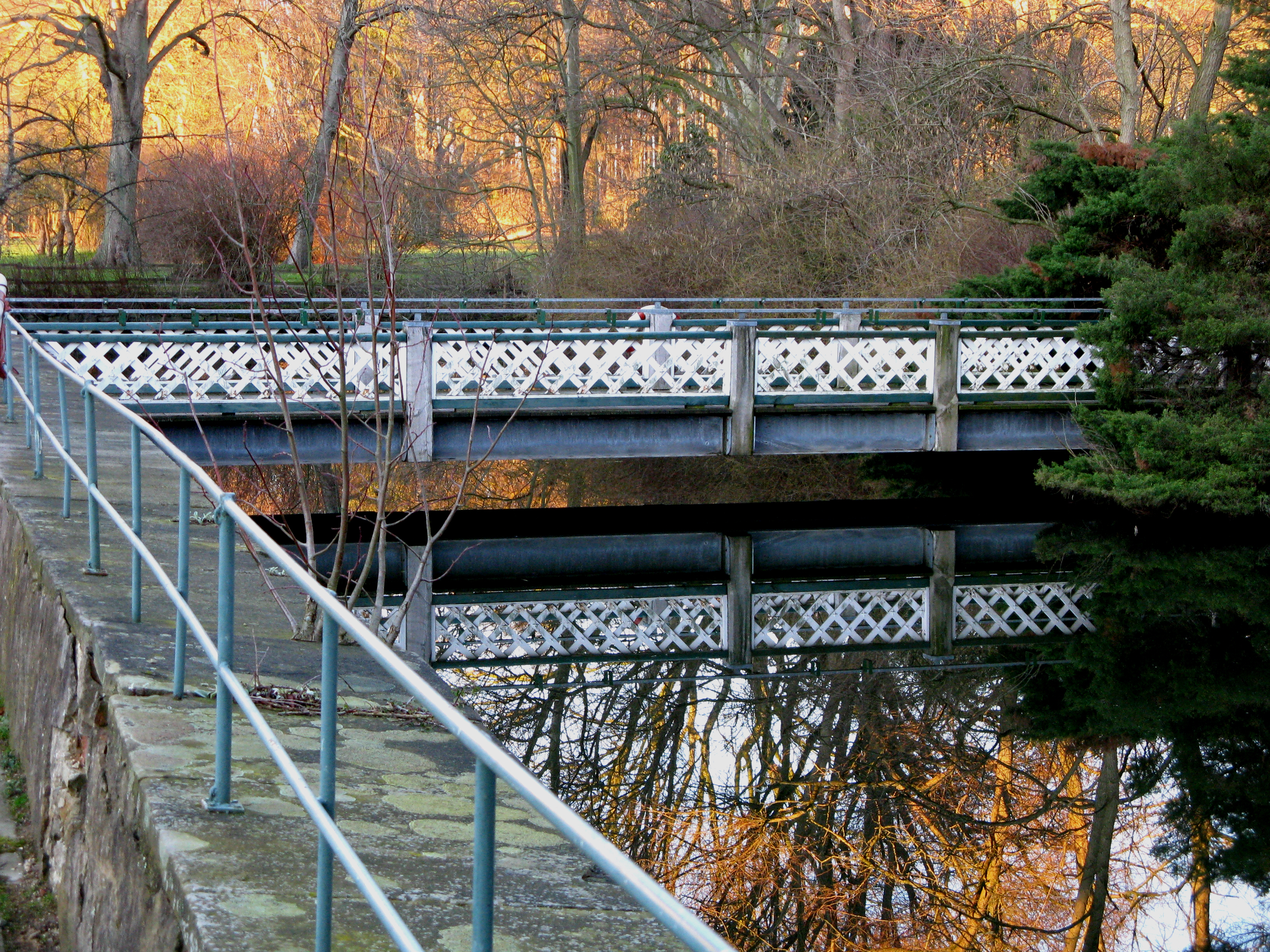
Gräfte am Schloss Benkhausen

Die beiden Rittergüter sind von Parks umgeben. Der rund 4 Hektar große Gutspark an der Ellerburg war ein vom Mühlengraben umgebenes Areal mit Gräften, einem Mühlenteich sowie Garten- und Wiesenflächen. Vom damaligen Park sind wesentliche Elemente überwachsen. Bemerkenswert ist eine Kastanienallee eine ca. 400 Jahre alte Linde im Burghof. Der Park um das Schloss Benkhausen ist rund 8,6 Hektar groß und entstand um 1837 in streng geometrischer Form und wurde später mit Elementen von Landschaftsparks ergänzt. Von den historischen Gartenelementen ist außer Teilen des Altbaumbestandes kaum etwas erhalten. Nicht mehr vorhanden ist die Schlossmühle auf einer Insel in der aufgestauten Flöthe.
Die Naherholungsgebiete Große Aue im Nordwesten, die Kleine Aue und die Moore im Ortsteil Frotheim bieten Möglichkeiten zur Naherholung in Wald- und Grünflächen.
Mittelpunkt des Naherholungsgebietes Große Aue ist der zwischen 1979 und 1981 künstlich angelegte Landschaftssee Großer Auesee. Dieser See und das umliegende Gelände ist als Naturschutzgebiet Große Aue-See ausgewiesen. Der benachbarte See am Kleihügel dient als Badesee der Erholung. Die Kleine Aue ist das bedeutendste Flachlandgewässer im Altkreis Lübbecke. Der Ausbau des Gewässers begann schon vor 1837. Mitte der 1990er Jahre sollte hier ein Regenrückhaltebecken entstehen, doch die Stadt stellte einen natürlichen Verlauf des Gewässers wieder her und konnte das Gewässer ökologisch in die Landschaft eingliedern.
Das Freimoor ist seit dem Bau des Mittellandkanals nur noch in Teilbereichen vernässt und bietet nun seltenen Pflanzen einen Lebensraum und ist ein Brutplatz für Vogelarten, die Feuchtgebiete bevorzugen. Das Alte Moor ist ein Niedermoor mit Tümpeln und urwüchsigen und sumpfigen Flächen. Da hier Grund- und Oberflächenwasser aufeinander treffen, haben hier bedrohte Pflanzen- und Tierarten des Moores ihren Lebensraum. Diese Moore sind Teil eines Biotopverbundes, der sich auch jenseits des Mittellandkanals mit dem Großen Torfmoor fortsetzt.
Im Stadtgebiet sind 36 Einzelbäume und Baumgruppen als Naturdenkmale ausgewiesen.

### Sport
Die Herrenmannschaft des TV Espelkamp-Mittwald spielt in der Tennis-Bundesliga. Die Herrenmannschaft des FC Preußen Espelkamp spielt in der Landesliga. Preußen Espelkamp spielt im Albert-Pürsten-Stadion (ehemals Waldstadion) und war seit seiner Gründung 1957 ein wichtiger Integrationsfaktor der nach Espelkamp geflüchteten und vertriebenen Neubürger.
Folgende größere Sportstätten stehen zur Verfügung:
- Freizeitbad „Atoll“
- Waldfreibad Espelkamp
- Tennis- und Badmintonhalle Espelkamp
- Rundturnhalle Espelkamp
- Albert-Pürsten-Stadion

### Regelmäßige Veranstaltungen
Das Cityfest findet am letzten vollen Wochenende im September statt. Jährlich gibt es Weihnachtsmärkte in der Innenstadt und den Ortschaften, bei dem besonders das Winterliche Schlossvergnügen am 4. Adventswochenende hervorzuheben ist.
Seit 2015 findet das Espelkamper Filmfestival SPITZiale immer im Oktober statt.

## Wirtschaft und Infrastruktur

### Verkehr

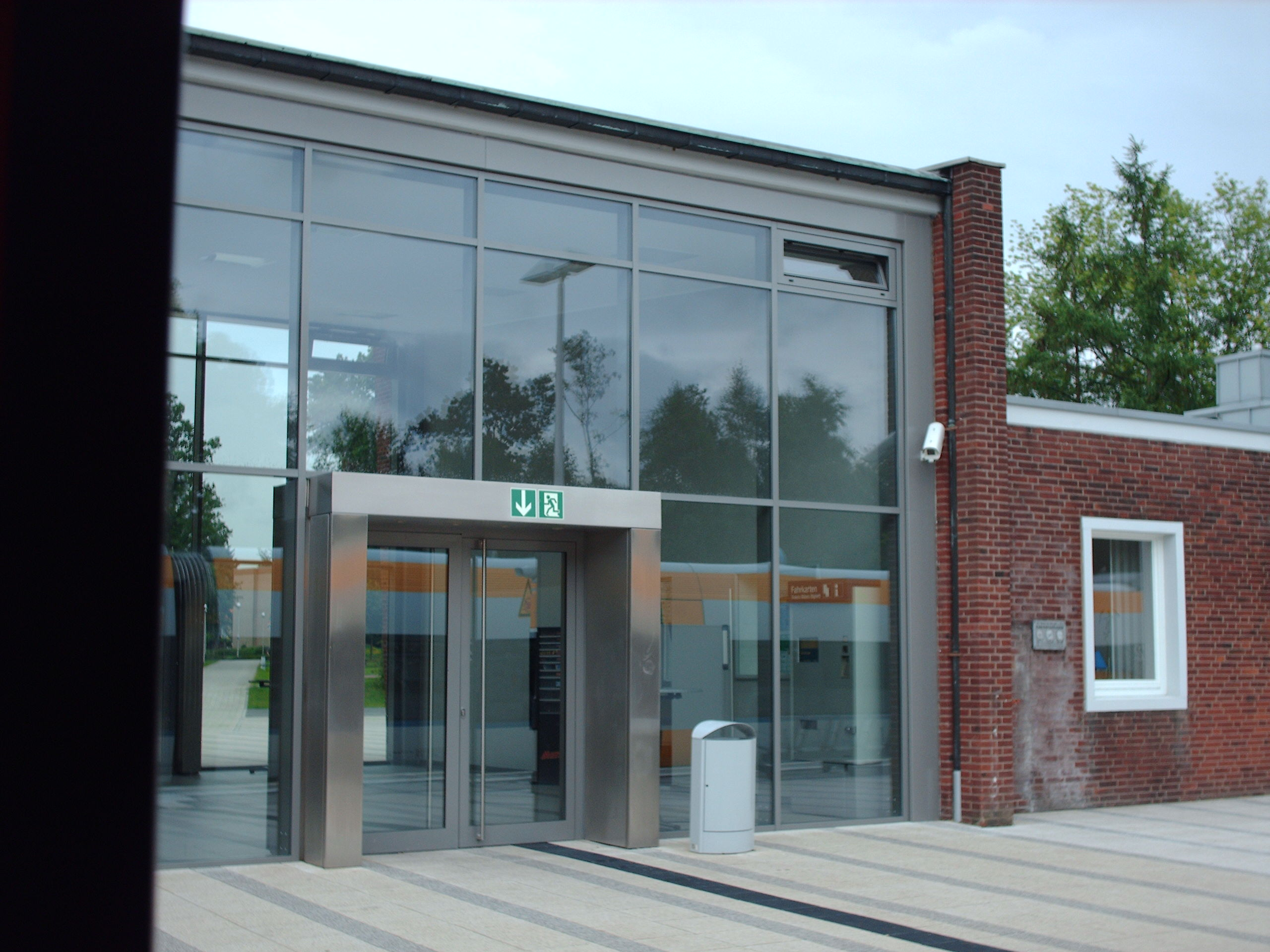
Bahnhof Espelkamp

Espelkamp ist über die B 239 („Lübbecker Straße“) an das Fernstraßennetz angebunden.
Der Bahnhof Espelkamp liegt an der Bahnstrecke Rahden–Bünde. Er wird im Stundentakt von der RB 71 Ravensberger Bahn Rahden–Lübbecke–Bünde–Herford–Bielefeld bedient. Durchgeführt wird der Schienenpersonennahverkehr von der Eurobahn, die Diesel-Triebwagen vom Typ Bombardier Talent einsetzt. Eine um 1900 geplante Kleinbahnstrecke nach Gehlenbeck–Frotheim–Minden wurde durch die Mindener Kreisbahnen nicht ausgeführt.
Es verkehren Regionalbusse nach Lübbecke, Minden, Rahden und Preußisch Oldendorf, und es wird ein Bürgerbus angeboten. Der öffentliche Personennahverkehr in Espelkamp gehört zum „Westfalentarif“ im Regionalnetz „TeutoOWL“. (VVOWL)
Der Mittellandkanal mit dem Industriehafen Hafen Espelkamp bildet die südliche Stadtgrenze.

### Ansässige Unternehmen
In Espelkamp sind 8910 Sozialversicherungspflichtige beschäftigt (Stand: 30. Juni 2007), 54 % davon (= 4772 Personen) im verarbeitenden Gewerbe. Der nächstgrößte Anteil von 15,6 % (=1388 Personen) arbeitet im öffentlichen und privaten Dienstleistungssektor.
In der Stadt gibt es unter anderen die folgenden Unternehmen:
- Harting Technologiegruppe: Herstellung von Industriesteckverbindern
- Gauselmann-Gruppe: Herstellung und Vertrieb von Unterhaltungsautomaten
- Naue: Herstellung von Geokunststoffen
- Aumann: Maschinenherstellung für Drahtlackier- und Spulenwickeltechnik
- Erwin Quarder Gruppe: Entwicklung, Werkzeugbau, Automatisierungstechnik und Kunststoffverarbeitung
- Mittwald: Webhoster, vor allem für Agenturen

### Medien
In Espelkamp sind die Neue Westfälische und das Westfalenblatt als Regionalzeitungen mit Lokalteilen für Espelkamp vertreten. Das Lokalradio für den Kreis Minden-Lübbecke ist Radio Westfalica.

### Öffentliche Einrichtungen
Die Freiwillige Feuerwehr Espelkamp gliedert sich in sechs Löschgruppen und -züge. Die Jugendfeuerwehrgruppe bildet junge Menschen zu Feuerwehrleuten aus.
Espelkamp verfügt außerdem über eine Polizeidienststelle der Polizei Minden-Lübbecke. Die Wache betreut neben dem Espelkamper Stadtgebiet auch die Stadt Rahden sowie die Gemeinde Stemwede. Das Espelkamper Ordnungsamt ist im Rathaus stationiert.
Die örtlichen Stadtwerke versorgen die Stadt mit selbst gewonnenem Trinkwasser und bereiten das Abwasser mit einer eigenen Kläranlage wieder auf. Sie betreiben auch das Waldfreibad und das Freizeitbad Atoll in Espelkamp. Die Bäder und großen öffentlichen Gebäude werden durch ein eigenes Fernwärmenetz beheizt. Der städtische Bauhof ist ebenfalls in die Stadtwerke ausgegliedert.
Die städtische Bücherei bietet auf 940 m² über 30.000 Medien zur Ausleihe. Darunter findet sich nicht nur Literatur, sondern auch über 400 DVDs und über 700 CD-Roms und über 300 Spiele. Fast 40 Zeitschriften können in der Bücherei gelesen werden. Eröffnet wurde die Bücherei am 28. September 1952 und erreichte im Jahr 2007 knapp 53.000 Besucher, die fast 107.000 Ausleihen machten.
Espelkamp gehört zum Amtsgerichtsbezirk Rahden sowie zum Arbeitsamt und Finanzamt Lübbecke.
Der Abfall der Stadt Espelkamp wird gemäß Abfallgesetz der Bundesrepublik Deutschland im Entsorgungszentrum Pohlsche Heide entsorgt.

### Bildung

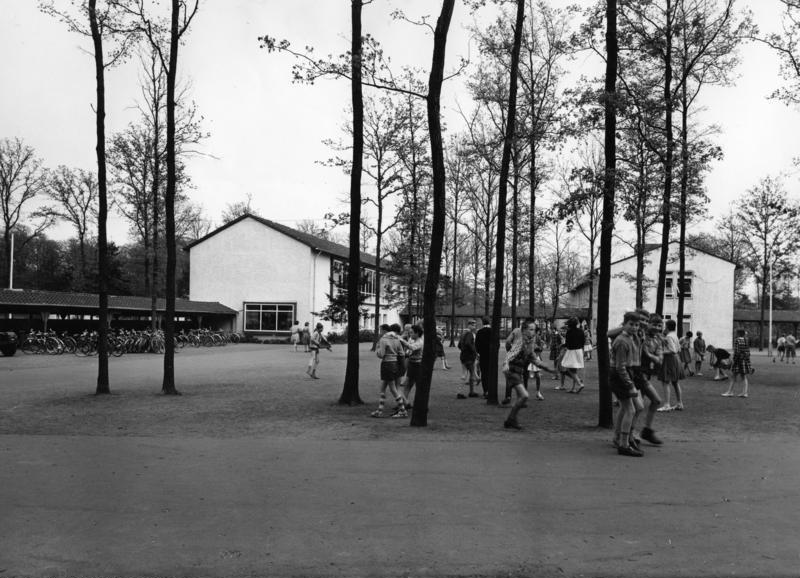
Söderblom-Gymnasium, Schulhof im Mai 1960

Für die frühkindliche Bildung und Erziehung gibt es in Espelkamp 14 Kindergärten. Davon sind 9 Einrichtungen in kirchlicher Trägerschaft, 3 in Trägerschaft durch das DRK und 2 in Trägerschaft der AWO.
Die Stadt ist Träger von sechs Grundschulstandorten. Drei davon sind zum Grundschulverbund Espelkamp-Süd zusammengeschlossen. Weiterhin gibt es eine private freikirchliche Grundschule.
Die weiterführende Schulbildung wird in einer auslaufenden Hauptschule sowie im Evangelischen Schulzentrum Espelkamp vermittelt, welches aus der Birger-Forell-Sekundarschule und dem Söderblom-Gymnasium in der Trägerschaft der Evangelischen Kirche von Westfalen besteht. Die Hauptschule Bischof-Hermann-Kunst-Schule wird als Internat und Förderschule mit dem Förderschwerpunkt Lernen betrieben.
Das Berufskolleg Lübbecke des Kreises Minden-Lübbecke hat einen Standort in Espelkamp. Dort sind die Fachgruppen Metall-Industrie und Sozialpädagogik untergebracht. Zusätzlich gibt es die Private Fachhochschule für Wirtschaft und Technik, die den Studiengang Mechatronik/Elektrotechnik anbietet.
Die Erwachsenenbildung erfolgt durch die Volkshochschule Lübbecker Land mit Sitz in Espelkamp. Der Musikschulverband Espelkamp-Rahden-Stemwede rundet das Angebot ab.

## Persönlichkeiten
Die hier aufgeführten Persönlichkeiten kommen aus der Stadt Espelkamp und haben regionale, nationale oder sogar internationale Bedeutung. Dabei ist die Aufzählung nicht abschließend.
(So weit wie möglich ist statt der pauschalen Angabe Espelkamp die Ursprungsgemeinde oder später der jeweilige Stadtteil vermerkt. Durch die Sortierbarkeit jeder Spalte kann nicht nur der Nachname alphabetisch sortiert, sondern es können auch schnell Jubiläumsjahreszahlen gefunden werden.)

### Söhne und Töchter der Stadt
| Name                        | geboren       | in          | gestorben     | in        | Anmerkung                                                              |
| --------------------------- | ------------- | ----------- | ------------- | --------- | ---------------------------------------------------------------------- |
| Friedrich Christoph Osemund | 30. Dez. 1655 | Espelkamp   | 1733          | Paderborn | Publizist, Philologe, Historiker und Alchimist                         |
| Friedrich Langhorst         | 15. Apr. 1872 | Espelkamp   | 16. Feb. 1935 | Dresden   | Politiker, Gewerkschaftssekretär und Mitglied des Sächsischen Landtags |
| Wilhelm Tegeler             | 17. Mai 1893  | Fabbenstedt | 26. Jan. 1960 | ?         | Politiker, Mitglied des Landtages                                      |
| Günter Döding               | 4. Sep. 1930  | Isenstedt   | 8. Aug. 2005  | ?         | Vorsitzender der Gewerkschaft Nahrung-Genuss-Gaststätten               |
| Ricci Hohlt                 | 1945          | Isenstedt   |               |           | Schauspielerin und Sängerin                                            |
| Gerhard Pollheide           | 20. Okt. 1951 | Isenstedt   |               |           | Schriftsteller und Bildender Künstler                                  |
| Harald Nickel               | 21. Juli 1953 | Espelkamp   | 4. Aug. 2019  | ?         | Fußballnationalspieler                                                 |
| Wolfgang Pohl               | 30. Dez. 1954 | Espelkamp   |               |           | Fußballspieler                                                         |
| Heinz Rudolf Kunze          | 30. Nov. 1956 | Mittwald    |               |           | Musiker                                                                |
| Uwe Leprich                 | 1959          | Espelkamp   |               |           | Energie- und Wirtschaftswissenschaftler                                |
| Holger Czitrich-Stahl       | 6. Nov. 1960  | Isenstedt   |               |           | Sachbuchautor                                                          |
| Dietmar Post                | 26. Dez. 1962 | Espelkamp   |               |           | Regisseur und Labelmacher, Grimme-Preisträger                          |
| Armin Wegner                | 1965          | Espelkamp   |               |           | Handballspieler                                                        |

### Ehrenbürger
| Name                        | geb. | in         | gest. | in        | Anmerkung                                                                    | Ehrenbürgerwürde erhalten |
| --------------------------- | ---- | ---------- | ----- | --------- | ---------------------------------------------------------------------------- | ------------------------- |
| Ernst Wilm                  | 1901 | Reinswalde | 1989  | Lübbecke  | Pfarrer und Kirchenfunktionär, Mitbegründer der Aufbaugemeinschaft Espelkamp |                           |
| Hermann Kunst               | 1907 | Ottersberg | 1999  | Bonn      | Mitbegründer Flüchtlingsstadt Espelkamp                                      |                           |
| John und Grace Gingerich    |      |            |       |           | US-amerikanische Mennoniten, die beim Aufbau der Stadt maßgeblich mithalfen  | 1999                      |
| Paul Gauselmann             | 1934 | Borghorst  |       |           | Unternehmer in der Automatenspielbranche                                     | 2004                      |
| Horst Eller                 | 1934 |            | 2022  | Espelkamp | ehemaliger Stadtdirektor                                                     | 3. November 2004          |
| Heinz Hennemann             |      |            | 2012  | Espelkamp | ehemaliger Bürgermeister                                                     |                           |
| Margrit und Dietmar Harting |      |            |       |           | Unternehmerehepaar                                                           |                           |
| Karin Gauselmann            | 1935 | Berlin     |       |           | Unternehmerin                                                                | 2015                      |

### Weitere Persönlichkeiten
Folgende Persönlichkeiten stammen nicht gebürtig aus Espelkamp, haben aber hier gewirkt:
| Name                       | geb. | in              | gest.            | in           | Anmerkung |
| -------------------------- | ---- | --------------- | ---------------- | ------------ | --- |
| Die Adelsfamilie Aspelkamp |      |                 |                  |              | stammt aus Espelkamp |
| Karl Koch                  | 1876 | Witten/Ruhr     | 28. Oktober 1951 | Bielefeld    | Mitbegründer Flüchtlingsstadt Espelkamp                                                                                            |
| Karl Pawlowski             | 1898 | Hagen           | 22. August 1964  | Bielefeld    | diakonischer Unternehmer, Mitbegründer Espelkamps und des Ludwig-Steil-Hofes                                                       |
| Horst Eller                |      |                 |                  |              | ehemaliger Stadtdirektor |
| Karl von Plehwe            | 1877 | Memel           |                  |              | preußischer Politiker, lebte in Espelkamp                                                                                          |
| Birger Forell              | 1893 | Söderhamn       | 4. Juli 1958     | Borås        | Pfarrer, Gründer des Komitees für christliche Nachkriegshilfe                                                                      |
| Max Ilgner                 | 1899 | Biebesheim      | 28. März 1966    | Schwetzingen | Manager, Planung und Oberaufsicht über die Flüchtlingsstadt Espelkamp                                                              |
| Albert Pürsten             | 1923 | Meuselwitz      | 10. Juni 1980    | Minden       | Politiker und Landtagsabgeordneter (CDU), von 1979 bis zu seinem Tod Abgeordneter des Europäischen Parlaments, Lehrer in Espelkamp |
| Alfred Buß                 | 1947 | Bühren          |                  |              | Theologe und Präses der Evangelischen Kirche von Westfalen, besuchte in Espelkamp das Gymnasium                                    |
| Wilhelm Priesmeier         | 1954 | Rahden          |                  |              | Bundestagsabgeordneter, besuchte in Espelkamp das Gymnasium                                                                        |
| Birger Kollmeier           | 1958 | Minden          |                  |              | Hörforscher, besuchte in Espelkamp das Gymnasium                                                                                   |
| Dieter Waltke              | 1954 | Hille           |                  |              | Handballweltmeister, Lehrer in Espelkamp                                                                                           |
| Maria Pankratz             | 1967 | Almaty          |                  |              | Schauspielerin, Hauptdarstellerin in Carlos Reygadas’ Film Stellet Licht (Cannes 2007, Preis der Jury), lebt in Espelkamp          |
| Werner Koch                | 1910 | Bielefeld       |                  |              | Theologe und Widerstandskämpfer gegen den Nationalsozialismus, war Pfarrer in Espelkamp                                            |
| Tine Wittler               | 1973 | Rahden          |                  |              | Moderatorin und Schriftstellerin, besuchte in Espelkamp das Gymnasium                                                              |
| Lena Klassen               | 1971 | Moskau          |                  |              | Schriftstellerin, besuchte in Espelkamp das Gymnasium.                                                                             |
| David Neufeld              | 1970 | Ingolstadt      |                  |              | Gründer und Verleger des Neufeld Verlages, besuchte in Espelkamp das Gymnasium.                                                    |
| Herbert Schediwy           | 1915 | Prag            | 21. März 1986    | Rahden       | Abgeordneter des Thüringer Landtags, DDR-Widerstand, war Mitarbeiter der Firma Harting                                             |
| Lars Windhorst             | 1976 | Rahden          |                  |              | Jungunternehmer und „Wunderkind“ der 1990er, u. a. Investor der Hertha BSC, besuchte in Espelkamp das Gymnasium                    |
| Andreas Olenberg           | 1990 | Minden-Lübbecke |                  |              | Filmemacher, verbrachte seine Kindheit und Jugend in Espelkamp, besuchte in Espelkamp das Gymnasium                                |
| Daniel Littau              | 1991 | Minden-Lübbecke |                  |              | Filmemacher, verbrachte seine Kindheit und Jugend in Espelkamp, besuchte in Espelkamp das Gymnasium                                |
| Achim Post                 | 1959 | Rahden          |                  |              | Bundestagsabgeordneter und Generalsekretär der Sozialdemokratischen Partei Europas, wuchs in Espelkamp auf und legte das Abitur ab |
| Isaak Guderian             | 1995 | Minden          |                  |              | Sänger und deutscher Vertreter beim Eurovision Song Contest 2024, wohnt im Espelkamper Stadtteil Frotheim                          |

## Besuch des Bundespräsidenten im Frühjahr 2024
Vom 12. bis zum 14. März 2024 besuchte der Bundespräsident Frank-Walter Steinmeier für drei Tage die Stadt Espelkamp. Ein offizieller Besuch einer Kleinstadt von einem deutschen Staatsoberhaupt über eine so lange Zeitspanne gilt als ausgesprochen ungewöhnlich. Dass ausgerechnet Espelkamp in die Gunst Steinmeiers fiel, war nicht zufällig. Dass er in die „Flüchtlingsstadt“ Espelkamp gereist war, hängt nicht nur mit dem 75-jährigen Stadtjubiläum zusammen, sondern er wollte ein Zeichen setzten und sich zudem Zeit nehmen, um auch Probleme, die mit der Integration von Zugewanderten zusammenhängen, von der Basis zu erfahren.